# Підлужний Валерій Васильович
Валерій Васильович Підлужний (22 серпня 1952 — 4 жовтня 2021) — український та радянський легкоатлет, який спеціалізувався у стрибках у довжину.
Заслужений майстер спорту СРСР (1974).
На внутрішніх змаганнях представляв місто Донецьк та спортивні товариства «Динамо» та «Трудові резерви».

## Із життєпису
Учасник трьох Олімпіад (1972, 1976, 1980).
Бронзовий олімпійський призер у стрибках у довжину (1980).
Двічі фіналіст олімпійських змагань у стрибках у довжину — 9-е місце на Іграх-1972 та 7-е місце на Іграх-1976.
Чемпіон Європи у стрибках у довжину (1974).
Дворазовий срібний призер чемпіонатів Європи у приміщенні у стрибках у довжину (1976, 1979).
Дворазовий чемпіон Універсіад у стрибках у довжину (1973, 1979).
Триразовий чемпіон Європи серед юніорів (1970).
Володар повного комплекту нагород у стрибках у довжину на Кубках Європи (золото-1973, срібло-1977, бронза-1979).
Шестиразовий чемпіон СРСР у стрибках у довжину (1973—1977, 1979).
Шестиразовий чемпіон СРСР у приміщенні у стрибках у довжину (1973, 1976, 1979, 1980).
Чемпіон УРСР у стрибках у довжину (1969).
Багаторазовий рекордсмен Української РСР у стрибках у довжину.
По завершенні змагальної кар'єри (1980) залишився у спорті. Працював дитячим тренером, очолював Донецьку спеціалізовану дитячо-юнацьку школу олімпійського резерву № 1 та організацію ветеранів спорту «Радянський спорт».
Пішов з життя, маючи 69 років.

## Основні міжнародні виступи
| Рік  | Змагання                       | Місто     | Місце | Дисципліна | Примітки |
| ---- | ------------------------------ | --------- | ----- | ---------- | -------- |
| 1970 | Чемпіонат Європи серед юніорів | Париж     | 1     | довжина    |          |
| 1970 | 1                              | потрійний |       |            |          |
| 1970 | 1                              | 4×100 м   |       |            |          |
| 1971 | Чемпіонат Європи в приміщенні  | Софія     |       | довжина    |          |
| 1971 | Чемпіонат Європи               | Гельсінкі |       | довжина    |          |
| 1972 | Олімпійські ігри               | Мюнхен    |       | довжина    |          |
| 1973 | Універсіада                    | Москва    | 1     | довжина    |          |
| 1973 | Кубок Європи                   | Единбург  | 1     | довжина    |          |
| 1974 | Чемпіонат Європи в приміщенні  | Гетеборг  |       | довжина    |          |
| 1974 | Чемпіонат Європи               | Рим       | 1     | довжина    |          |
| 1976 | Чемпіонат Європи в приміщенні  | Мюнхен    | 2     | довжина    |          |
| 1976 | Олімпійські ігри               | Монреаль  |       | довжина    |          |
| 1977 | Кубок Європи                   | Гельсінкі | 2     | довжина    |          |
| 1978 | Чемпіонат Європи               | Прага     |       | довжина    |          |
| 1979 | Чемпіонат Європи в приміщенні  | Відень    | 2     | довжина    |          |
| 1979 | Кубок Європи                   | Турин     | 3     | довжина    |          |
| 1979 | Кубок світу                    | Монреаль  |       | 4×100 м    |          |
| 1979 | довжина                        |           |       |            |          |
| 1979 | Універсіада                    | Мехіко    | 1     | довжина    |          |
| 1980 | Олімпійські ігри               | Москва    | 3     | довжина    |          |